# Pippa Haywood
Philippa Jane Haywood (nacida el 6 de mayo de 1961) es una actriz inglesa. Ganó el premio Rose d'Or 2005 a la mejor interpretación de comedia femenina por Green Wing (2004-2006). Sus otros créditos televisivos incluyen The Brittas Empire (1991-1997), Chimera (1991), Prisoners' Wives (2012-2013) y Scott & Bailey (2012-2016). En 2018, interpretó el papel de Lorraine Craddock en la serie de televisión de la BBC Bodyguard. En 2019 apareció en la serie 4 del programa The Pin de BBC Radio 4.

## Primeros años y educación
Haywood nació en Hatfield, Hertfordshire. Asistió a la Hatfield Girls' Grammar School y se formó en la Bristol Old Vic Theatre School.

## Carrera

### Televisión
Haywood tiene una extensa carrera televisiva que incluye interpretar a Helen Brittas en la serie de comedia de la BBC One The Brittas Empire (1991-1997), Mrs. Kitchen en la serie animada de CITV Budgie the Little Helicopter (1994-1996), Julie Chadwick en la comedia de la BBC Two de 2007 Fear, Stress & Anger y la irascible y loca sexualmente directora de recursos humanos Joanna Clore en Green Wing (2004-2006), por la que ganó el premio a la "mejor interpretación femenina de comedia" en 2005 en el Festival de televisión Rose d'Or en Lucerna, Suiza.
Aunque Haywood fue acreditada como "Philippa Haywood" en sus primeros papeles, desde el segundo episodio de la serie 2 del The Brittas Empire en 1992 siempre ha sido acreditada como "Pippa Haywood". También ha aparecido en muchos papeles dramáticos, incluyendo Jenny Thorne en el drama serial de1988 de ITV The One Game, y la Sra. Upjohn en el episodio de Agatha Christie's Poirot de 2007 "Cat Among the Pigeons". En 2002 Haywood fue una estrella invitada en el último episodio de la primera serie de The Inspector Lynley Mysteries.
En 2007 interpretó el papel de Veronica Gray en el primer episodio de la segunda temporada de Lewis. Apareció en la serie dramática de época de ITV del 2008 , Lost in Austen, como la madre de Amanda Price, Frankie. También tuvo un papel invitado en un episodio de Kingdom de 2009, e interpretó a la deshonrada Miss Bunting en varios episodios de la primera serie de Mr Selfridge (2013). Desde 2012 ha interpretado uno de los papeles principales, Harriet, en el drama Prisoners' Wives de BBC One, y coprotagonizó a la detective superintendente Julie Dodson en la serie dramática de ITV Scott & Bailey . En 2014 apareció en la adaptación televisiva de la BBC de Mapp and Lucia de E. F. Benson, como Susan Wyse.
En 2015, Haywood asumió el papel de Helen Golightly en la comedia de larga duración de BBC Radio 4 Clare in the Community. El personaje fue interpretado anteriormente por Liza Tarbuck. En diciembre de 2016 protagonizó un episodio de Midsomer Murders, junto a Hugh Dennis.
En 2017, Haywood apareció en la versión de 2017 de la comedia de televisión británica Porridge como la gobernadora Littlewood.
En 2018, Haywood apareció en Bodyguard como la superintendente jefe Lorraine Craddock y en Agatha and the Truth of Murder. Ese mismo año, interpretó a la reverenda Grace, adicta a las apuestas, en un episodio de Agatha Raisin.
En 2020, Haywood apareció en Padre Brown en el episodio dos de la octava temporada, "The Queen Bee", como la asesina llena de venganza, Eileen Slither. También apareció en dos episodios de Feel Good como Felicity, una madre recién divorciada.
Haywood también apareció en la serie de Netflix Bridgerton como el ama de llaves del duque de Hastings, la Sra. Colson. Ha actuado en varios dramas de audio, incluidas las historias de Doctor Who para Big Finish Productions y el podcast Forest 404 (2019) con Pearl Mackie.
En 2022, Haywood apareció como Claire Jenkins en la adaptación televisiva del libro Magpie Murders de Anthony Horowitz.
En 2023, Haywood apareció como jueza en la miniserie Best Interests.

### Cine y teatro
Haywood también ha trabajado en cine y teatro. Sus créditos teatrales recientes incluyen: House & Garden, Vidas privadas, El sueño de una noche de verano, Cuento de invierno, Requiem and Landscape with Weapon en el National Theatre. Interpretó el papel principal en Wanderlust en el Royal Court Jerwood Theatre Upstairs. En 2020 apareció como la hermana de Sam (Colin Firth) en Supernova.

## Vida personal
Haywood está casada con Michael V Newberry y la pareja tiene dos hijos, un hijo y una hija. Haywood reside en Gillingham, en Dorset.